# Golfe de Kao

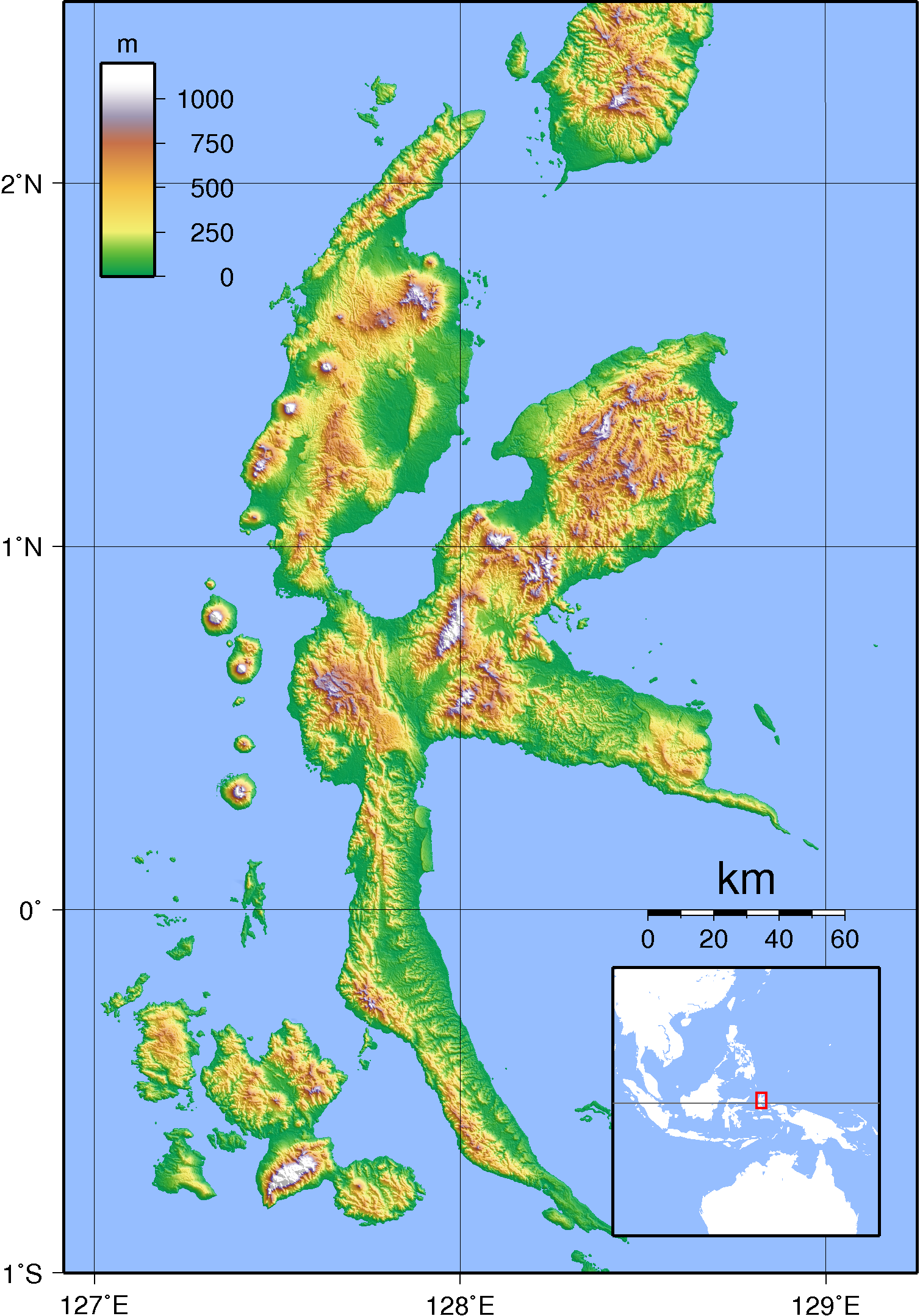
Carte topographique de l'île de Halmahera. Le golfe de Kao est formé par la presqu'île nord et la presqu'île nord-est.

Le golfe de Kao est, avec ceux de Buli et Weda, un des trois principaux golfes de l'île indonésienne de Halmahera dans l'archipel des Moluques, qui a la forme de la lettre "K". Celui de Kao est situé dans le nord, entre la barre verticale et la branche oblique supérieure du "K", à 1° 11′ 36″ N, 128° 01′ 20″ E.